# Manfred Zapf
Manfred Zapf (Stapelburg, 24 de Agosto de 1946) é um ex-futebolista profissional alemão que atuava como defensor,
medalhista olímpico.

## Carreira
Mandred Zapf, atuou em sua carreira somente no 1. FC Magdeburg, ele fez parte do elenco da Alemanha Oriental, bronze em 1972.

## Ligações Externas
- Perfil na Sports Reference